# Atlasjet

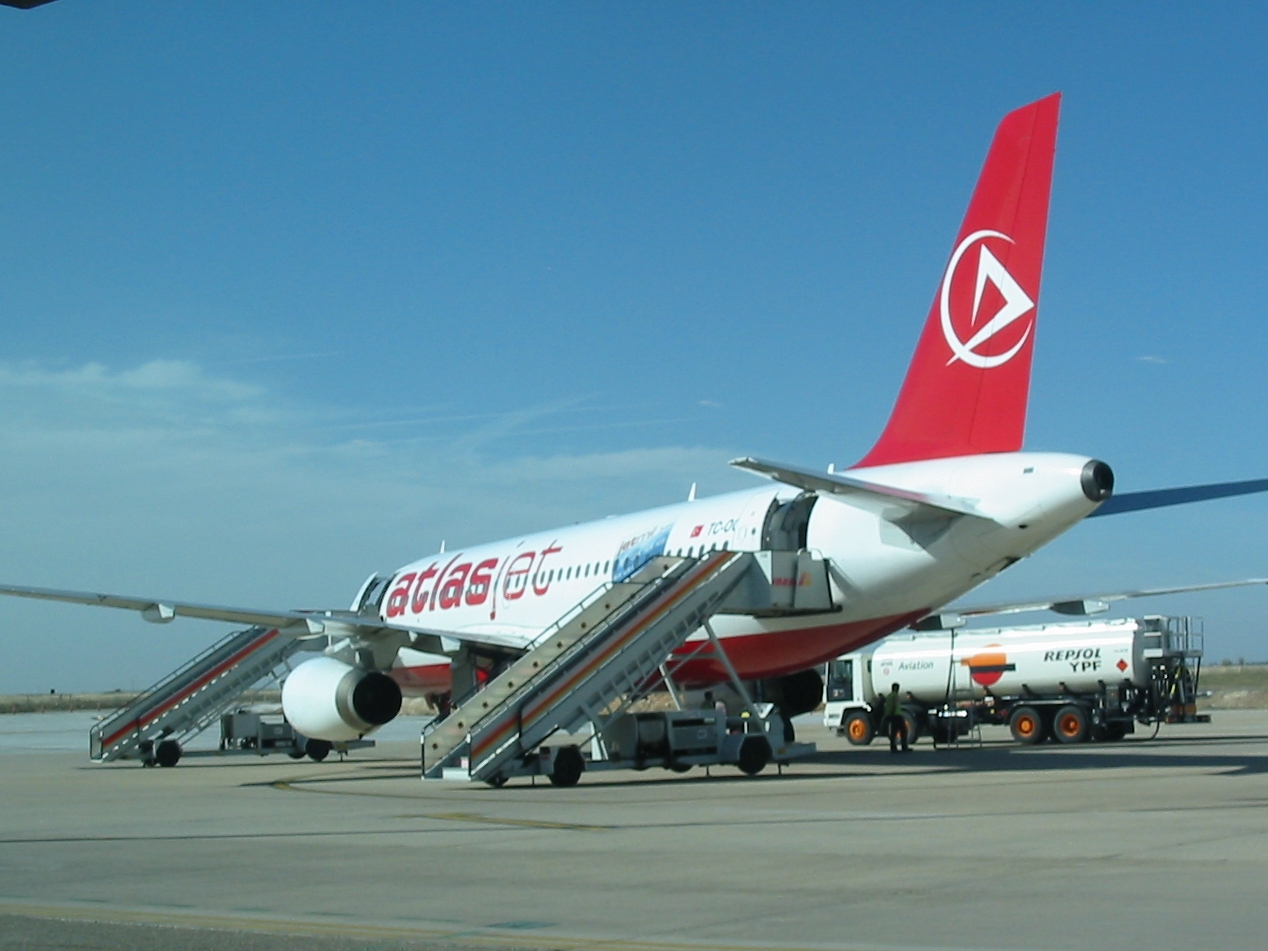
Un Airbus A320-232 della Atlasjet all'Aeroporto di Valladolid

AtlasGlobal è stata una compagnia aerea a basso costo, con base presso il Nuovo Aeroporto di Istanbul, Turchia. La società effettuava servizi regolari passeggeri e voli charter sia all'interno della nazione che internazionali verso Europa e Medio Oriente.

## Storia
Nel corso degli anni la società ha subito numerosi ritocchi nella denominazione ufficiale mentre la flotta si imperniava essenzialmente su velivoli di due costruttori (pure rivali): Airbus e Boeing.
Atlas International Airlines fu costituita legalmente il 14 marzo 2001 per iniziativa di Oger Holding, ottenendo il Certificato di Operatore Aereo (COA) ed iniziando le operazioni il successivo 1º giugno. La flotta si componeva solo di alcuni bireattori Boeing 757, all'epoca facilmente reperibili sul mercato dell'usato o tramite noleggio da terzi.
Nella primavera 2003 la ragione sociale fu leggermente alterata in Atlas International Airways, ma i motovi di tale decisione non sono mai stati chiariti. Di maggiore rilevanza il fatto che, nel corso dell'anno successivo, furono avviati i primi collegamenti di linea. A ciò non fu estraneo il fatto che ETS Group avesse acquistato il 45% delle azioni, aumentando la propria quota fino al 90% nel 2006. La flotta si diversificava congruamente alla nuova realtà operativa: a fianco dei consolidati Boeing 757 apparvero macchine di minore capacità - Boeing 737, Airbus A319, Airbus A320 - ma più adatte ai supposti volumi di traffico. Infine anche i bireattori Bombardier CRJ, ottimali per il piccolo cabotaggio.
Poco dopo la ragione sociale fu nuovamente mutata in Atlasjet International Airways, probabilmente uno dei "cambi di pelle" caratteristici dell'imprenditoria levantina. Nella flotta, infatti, niente mutava in concomitanza. Gli osservatori del settore non si stupirono quando, a breve termine, sulle fusoliere della flotta, apparve la scritta AtlasJet Airlines. Ma il parco macchine aveva incorporato due nuovi modelli di produzione Airbus: A321 e A330. Occasionalmente vennero noleggiati alcuni aerei della precedente generazione, Douglas DC 9.
Il 1° aprile 2015 l'ultimo cambiamento in ordine di tempo, con l'adozione ufficiale della denominazione AtlasGlobal, che rivelava l'aspirazione ad un completo sviluppo a livello intenazionale, se non addirittura intercontinentale. La flotta si stabilizzò su velivoli Airbus e tutto procedette senza particolari scossoni per qualche anno anche se le dimensini del parco macchine si assottigliava.
Un poco a sorpresa, il 26 novembre 2019 la società annunciò la sospensione temporanea dei voli a causa di problemi finanziari, riattivandoli pochi giorni prima di Natale. Il 12 febbraio 2020 fu annunciata una nuova sospensione dei voli a causa di perduranti problemi finanziari, invitando sbrigativamente i dipendenti a non presentarsi al lavoro nei giorni successivi. Il giorno 14 tutta l'azienda si fermava in attesa delle procedure di fallimento, la liquidazione e gli inevitabili strascichi giudiziari che sarebbero seguiti.

## Flotta
A febbraio 2020 la flotta di AtlasGlobal risultava composta dai seguenti aeromobili:
| Aereo       | In servizio | Ordini | Passeggeri | Passeggeri | Passeggeri |
| Aereo       | In servizio | Ordini | C          | Y          | Totale     |
| ----------- | ----------- | ------ | ---------- | ---------- | ---------- |
| Airbus A321 | 2           | —      | 12         | 192        | 204        |
| Total       | 2           | —      |            |            |            |